# Viridomaro dei Gesati
Viridomaro (o Virdumaro,  Viridumaro, Britomaro o Britomarto; ... – Clastidium, 222 a.C.) è stato un principe e condottiero gallo, che guidò i Gesati e gli Insubri  nell battaglia di Clastidium (222 a.C.), in cui essi furono rovinosamente sconfitti dai Romani.
Lo stesso comandante fu ucciso di sua mano dal console Marco Claudio Marcello, alla guida dei Romani.

## La battaglia di Clastidium
Plutarco racconta in dettaglio di come i Gesati attraversarono le Alpi provenendo dalla valle del Rodano e sollevarono gli Insubri della Gallia cisalpina, mentre Virdumaro devastava le campagne alla testa di diecimila uomini.
Marcello andò contro i Gesati e gli Insubri che incrociò a Clastidium, trovandosi con truppe inferiori per numero.
Nel corso del combattimento uccise con le sue mani Viridomaro e ne consacrò sul campo le spoglie a Giove Feretrio (portandole poi nel tempio omonimo). Le sorti della battaglia si volsero a favore dei Romani e, dopo la sua vittoria, Marcello poté aiutare il resto dell'armata romana presso Mediolanum, che era la capitale degli Insubri. Il racconto delle  spoglie opime, vale a dire prese dal comandante romano dopo aver ucciso lui stesso il capo avversario, ha segnato fortemente la letteratura romana e assicurato il tramandarsi del ricordo di Virdumaro.
Marcello fu il terzo, e l'ultimo tra i Romani, a ricevere l'onore delle spolia opima. È noto peraltro che i sovrani celtici indossavano in battaglia le vesti e l'armatura più sontuose che fosse dato vedere in quei tempi. Le stesse che permisero a Marcello di riconoscerlo quale capo nemico, e in definitiva ne decretarono la rovina.
L'avvenimento fu registrato nei Fasti Capitolini e raccontato da Tito Livio e Plutarco.

## I Gesati
Secondo Plutarco era re dei Gesati. Il nome Gesati probabilmente non indica uno specifico popolo ma genericamente un tipo di soldati mercenari (da gaesum, sorta di giavellotto, la loro arma caratteristica). Pertanto Virdumaro il Gesate, come già Concolitano e Aneroesto che avevano guidato solo tre anni prima Gesati e Galli cisalpini alla spaventosa disfatta di Talamone, non poteva essere Re di tutti i Gesati, ma di uno dei popoli della valle del Rodano da cui provenivano questi mercenari.